# Аральська вулиця (Київ)
Ара́льська ву́лиця — зникла вулиця, що існувала в Подільському районі міста Києва, місцевості Вітряні гори, Пріорка. Пролягала від Галицької до Квітникарської вулиці.

## Історія
Вулиця виникла в 1-й половині XX століття під назвою 226-та Нова, з 1944 року — Пущеводицький провулок. 
Назву Аральська вулиця набула 1955 року. 
Ліквідована у зв'язку зі зміною забудови 1978 року.